# Пугач магеланський
Пугач магеланський (Bubo magellanicus) — вид птахів з роду пугач (Bubo). Поширений на півдні Південної Америки поблизу Магелланової протоки. Середня висота дорослої особи — 45 см.
Населяє різноманітні ландшафти, в гори підіймається до висоти 4500 м. Самці сягають 50 см і важать в середньому 1 кг, самки на 10 см більше і у 1,5-2 рази важче. Більшість здобичі цього пугача складають гризуни. Використовує нежилі гнізда хижих птахів, чапель і воронових, побудовані на деревах и скелях, займає гнізда також у скелях і заглибленнях по урвищах рік, рідше — на ґрунті або у дуплах. Яєць зазвичай 1-3. Іноді молоді пугачі розмножуються уже через рік. Середня тривалість життя до 28 років.